# Чалбачи
Чалбачи́ — село в Зейском районе Амурской области России. Образует сельское поселение Чалбачинский сельсовет.
Село Чалбачи, как и Зейский район, приравнено к районам Крайнего Севера.

## География
Расположено на левом берегу реки Зея, в 71 км от районного центра, города Зея (через сёла Заречная Слобода, Николаевка-2, Николаевка, Алексеевка и Алгач). От села Чалбачи на правый берег Зеи идёт дорога к селу Сиан, а на юг (вниз по течению) — к селу Умлекан.

## Население
| 2002 | 2010 | 2012 | 2013 | 2014 | 2015 | 2016 |
| ---- | ---- | ---- | ---- | ---- | ---- | ---- |
| 388  | ↘305 | ↗312 | ↘302 | ↘298 | ↗303 | ↘287 |
| 2017 | 2018 | 2021 |      |      |      |      |
| ↘286 | ↘273 | ↘198 |      |      |      |      |